# Lamsenspitze
La Lamsenspitze est une montagne qui s’élève à 2 508 m d’altitude dans les Karwendel, en Autriche.